# Wikipédia en finnois
Wikipédia en finnois (en finnois : Suomenkielinen Wikipedia) est l’édition de Wikipédia en finnois, langue fennique parlée en Finlande. L'édition est lancée le 21 février 2002. Son code est : fi.
Au 22 mars 2025, l'édition en finnois contient 590 672 articles et compte 598 806 contributeurs, dont 1 598 contributeurs actifs et 36 administrateurs.

## Présentation

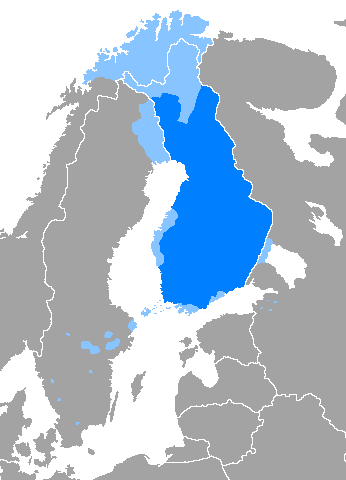
Aire de diffusion du finnois.

Le projet en finnois est créé en 2002, mais reste à un stade relativement primitif jusqu'en milieu 2003. Le développement s'accélére peu après la phase III du logiciel MediaWiki, fin novembre 2003, et cette accélération continue pendant l'année 2004. Depuis le printemps 2005, le projet gagne de la vitesse rapidement, probablement grâce à l'aide des médias en Finlande et aux contenus graduellement plus matures dans l'espace encyclopédique.
Le nombre d'articles est limité par le petit nombre de contributeurs qui parlent couramment le finnois. Malgré cela, le ratio d'articles relativement au nombre de locuteurs de finnois dans le monde, à peine plus de 5 millions, reste très élevé.

## Statistiques
- En septembre 2002, l'édition en finnois atteint 1 000 articles ;
- En avril 2004, elle atteint 5 000 articles ;
- Le 9 février 2005, elle atteint 15 000 articles ;
- Le 21 février 2006, elle atteint 50 000 articles ;
- Le 11 février 2007, elle atteint 100 000 articles ;
- Le 12 avril 2009, elle atteint 200 000 articles ;
- Le 11 juillet 2013, elle compte 327 257 articles et 238 163 utilisateurs ce qui en fait la 19e version de Wikipédia en nombre d'articles ;
- Le 30 mai 2016, elle compte 394 662 articles ;
- Le 28 septembre 2022, elle contient 539 200 articles et compte 524 076 contributeurs, dont 1 773 contributeurs actifs et 32 administrateurs.
- Le 10 août 2024, elle contient 578 016 articles et compte 581 772 contributeurs, dont 1 451 contributeurs actifs et 34 administrateurs.